# Одисеята на Хоумър
Одисеята на Хоумър (на английски: Homer's Odyssey) е третият епизод от първия сезон на американския анимационен сериал Семейство Симпсън, за първи път излъчен на 21 януари 1990 г. по Fox Broadcasting Company. В България е излъчен първо по Ефир 2 в средата на 1990-те, а след това по Fox Life през 2005 г.
В епизода Хоумър губи работата си и открива нова призвание: да се бори срещу неправдите в обществото. Това го кара да се изправи срещу своя бивш шеф.
Това е първият напълно завършен епизод на сериала.

## Сюжет
Внимание:  Текстът по-долу разкрива сюжета на произведението (или части от него)!
Класът на Барт Симпсън отива да посети атомната електроцентрала на Спрингфийлд. Хоумър Симпсън се готви да посрещне своя син. Махайки му, той се увлича и катастрофира с електрическа количка в една охлаждаща тръба. Аварията е овладяна бързо от колегите му, но Хоумър е уволнен.
Няколко дни безработният мъж търси работа, окуражаван от семейството си, но всички работодатели му затварят вратата. Хоумър изпада в депресия и прекарва времето си в оплакване в кръчмата или безжизнено лежане на канапето, докато Мардж си намира работа.
През нощта Хоумър отчаяно търси пари, за да си купи бира, с която смята, че може да оправи настроението си. Налага се да счупи касичката на Барт, но там лежат само няколко цента. Отчаян от положението си, Хоумър пише предсмъртно писмо на близките си и помъква със себе си тежък камък, с който смята да се удави в близката река.
Семейството се събужда, мислейки че са ограбени, прочитат писмото и хукват да търсят Хоумър. Междувременно депресираният мъж се е добрал до моста, намиращ се на кръстовище. В последния момент той вижда своето семейство, застанало на пътя на приближаваща кола. Хоумър спасява Мардж и децата в последния момент. Спасителят е осенен от нова цел в живота – да постави знак на кръстовище.
Общината с лекота приема внесената от Хоумър жалба за нередност. Скоро из целия град се появяват знаци, поставени от загрижения мъж и той се превръща в знаменитост. Накрая Хоумър се изправя срещу бившето си работно място – най-голямата опасност в града според него.
Хоумър събира тълпа около централата, с която да протестират. Забелязан е от г-н Бърнс, който заповядва да му доведат бунтара. Бившият шеф предлага на Хоумър повишение, при условие, че каже на протестиращите, че атомната електроцентрала е безопасна. Новият инспектор по сигурността се колебае, но в крайна сметка приема мястото и се сбогува с протестния си живот.

## DVD издание
Епизодът Одисеята на Хоумър е включен в DVD-то „Семейство Симпсън, Първи сезон (Издание за колекционери)“ през 2009 г. от „А Плюс Филмс“.